# Ituglanis
Genre
Ituglanis est un genre de poissons d'eau douce de la famille des Trichomycteridae originaires d'Amérique du Sud. Leur diversité semble la plus importante dans le bassin de l'Amazone.

## Liste des espèces
Selon World Register of Marine Species (27 janvier 2024) :
- Ituglanis agreste Lima, Neves & Campos-Paiva, 2013
- Ituglanis amazonicus (Steindachner, 1882)
- Ituglanis amphipotamus Mendonça, Oyakawa & Wosiacki, 2018
- Ituglanis apteryx Datovo, 2014
- Ituglanis australis Datovo & de Pinna, 2014
- Ituglanis bambui Bichuette & Trajano, 2004
- Ituglanis boitata Ferrer, Donin & Malabarba, 2015
- Ituglanis boticario Rizzato & Bichuette, 2015
- Ituglanis cahyensis Sarmento-Soares, Martins-Pinheiro, Aranda & Chamon, 2006
- Ituglanis compactus Silva Castro & Wosiacki, 2017
- Ituglanis eichorniarum (Miranda Ribeiro, 1912)
- Ituglanis epikarsticus Bichuette & Trajano, 2004
- Ituglanis goya Datovo, Aquino & Langeani, 2016
- Ituglanis gracilior (Eigenmann, 1912)
- Ituglanis guayaberensis (Dahl, 1960)
- Ituglanis herberti (Miranda Ribeiro, 1940)
- Ituglanis ina Wosiacki, Dutra & Mendonça, 2012
- Ituglanis inusitatus Ferrer & Donin, 2017
- Ituglanis laticeps (Kner, 1863)
- Ituglanis macunaima Datovo & Landim, 2005
- Ituglanis mambai Bichuette & Trajano, 2008
- Ituglanis metae (Eigenmann, 1917)
- Ituglanis nebulosus de Pinna & Keith, 2003
- Ituglanis paraguassuensis Campos-Paiva & Costa, 2007
- Ituglanis parahybae (Eigenmann, 1918)
- Ituglanis parkoi (Miranda Ribeiro, 1944)
- Ituglanis passensis Fernández & Bichuette, 2002
- Ituglanis proops (Miranda Ribeiro, 1908)
- Ituglanis ramiroi Bichuette & Trajano, 2004

## Classification
Le nom valide complet (avec auteur) de ce taxon est Ituglanis Costa (d) & Bockmann (d), 1993.

## Étymologie
Le nom générique, Ituglanis, est la combinaison du mot tupi-guarani itu qui signifie « cascade », et qui fait référence à la présence de plusieurs espèces de ce genre dans des torrents, et du suffixe -glanis fréquemment utilisé pour nommer les genres de poissons-chats.

## Publication originale
- W. J. E. M. Costa et F. A. Bockmann, « Un nouveau genre néotropical de la famille des Trichomycteridae (Siluriformes: Loricarioidei) », Revue française d'aquariologie et d'herpétologie, Nancy, vol. 20, no 2,‎ 30 novembre 1993, p. 43-46 (ISSN 0399-1075).